# Fiat Oltre
Le Fiat Oltre est un concept car tout-terrain, présenté en 2005 au Salon de l'Automobile de Bologne, basé sur un véhicule réalisé par Fiat et Iveco pour les armées Italiennes et anglaises,.

## Caractéristiques

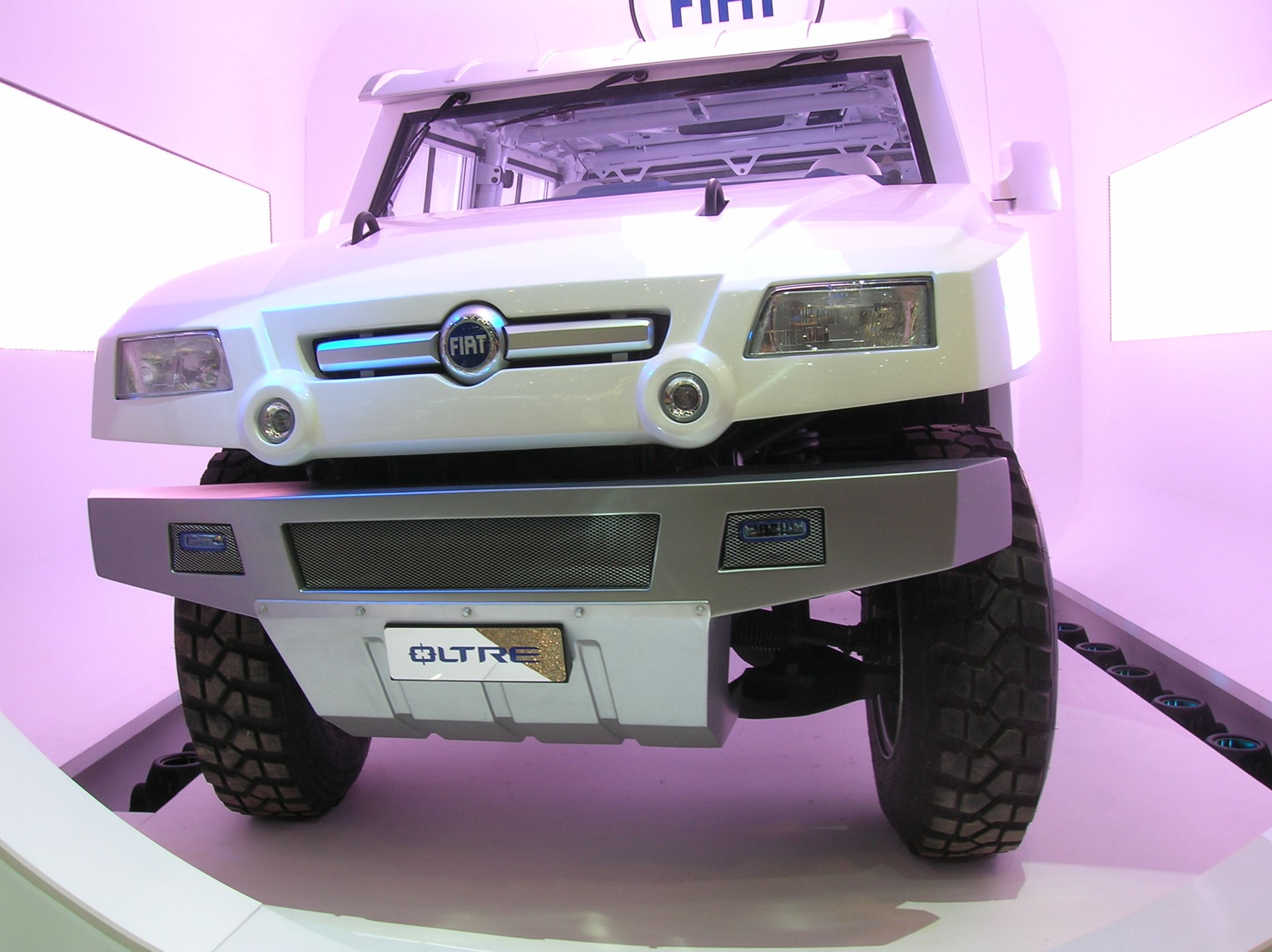
Vue de face du Fiat Oltre

Le Fiat Oltre, dérivé du Iveco LMV (Light Multirole Vehicle), est le dernier véhicule militaire tout terrain de Fiat qui incorpore des capacités qui lui ont permis gagner le contrat FCLV (Future Command and Liaison Vehicle) pour l'armée britannique et italienne.
Ses dimensions sont imposantes : 4,87 m de long, 2,05 de haut, 2,2 de large, une garde au sol de 3,23 et 50 cm de distance. Le poids du véhicule est de 4 tonnes à vide et il possède une capacité maximale de charge de 3,5 tonnes. La structure tubulaire de la cabine améliore la solidité du véhicule, en plus de disposer d'une barre anti-basculement complète dans de la cabine.
Son moteur est un Iveco F1C Common rail diesel, de 3 L et 185 ch avec un couple maximal de 456 Nm à 1800 tr/min, associé à une transmission automatique à six vitesses, cela procure une vitesse maximale de plus de 130 km/h.
Le véhicule dispose de traction permanente aux quatre roues et d'un système de suspensions indépendantes très efficace grâce à ses ressorts hélicoïdaux et amortisseurs coaxiaux. Les suspensions sont réglables en hauteur, et peuvent surpasser des pentes jusqu'à 85° notamment grâce à son système de traction intégrale avec trois différentiels autobloquants .
Il y a assez de place pour 4 ou 5 personnes, selon la configuration. Dans le modèle présenté au le Salon de Bologne de éléments spéciaux ont été intégrés, comme des sièges sportifs ou un équipement multimédia.